# Halocharis lachnantha
Halocharis lachnantha är en amarantväxtart som beskrevs av Jevgenij Korovin. Halocharis lachnantha ingår i släktet Halocharis och familjen amarantväxter. Inga underarter finns listade i Catalogue of Life.